# Вережка
Вережка — река в Калужской области России.
Протекает по территории Износковского и Юхновского районов. Исток — севернее деревни Бурцево, впадает в реку Угру в 99 км от её устья по левому берегу. Длина реки составляет 18 км, площадь водосборного бассейна — 115 км².

## Данные водного реестра
По данным государственного водного реестра России относится к Окскому бассейновому округу, водохозяйственный участок реки — Угра от истока и до устья, речной подбассейн реки — Бассейны притоков Оки до впадения Мокши. Речной бассейн реки — Ока.
Код объекта в государственном водном реестре — 09010100412110000021351.